# Abudefduf vaigiensis
Abudefduf vaigiensis là một loài cá biển thuộc chi Abudefduf trong họ Cá thia. Loài này được mô tả lần đầu tiên vào năm 1825.

## Từ nguyên
Từ định danh trong danh pháp được đặt theo tên gọi của đảo Waigeo (còn được viết là Vaigiou) của Indonesia (–ensis: hậu tố biểu thị nơi chốn).

## Phạm vi phân bố và môi trường sống
A. vaigiensis có phạm vi trải dài trên khắp khu vực Ấn Độ Dương - Thái Bình Dương. Từ Biển Đỏ, phạm vi của chúng được ghi nhận dọc theo bờ biển Đông Phi, mở rộng về phía đông đến Ấn Độ, các nước Đông Nam Á và các đảo quốc thuộc châu Đại Dương (xa đến tận quần đảo Marquises và Tuamotu); giới hạn phía bắc đến Hàn Quốc và Nhật Bản; phía nam đến Úc và Đảo Bắc (New Zealand).
Quần thể của A. vaigiensis được phát hiện tại quần đảo Hawaii từ năm 1991, nhiều khả năng là do những cá thể lang thang theo các phương tiện vận chuyển mà đến được đây.

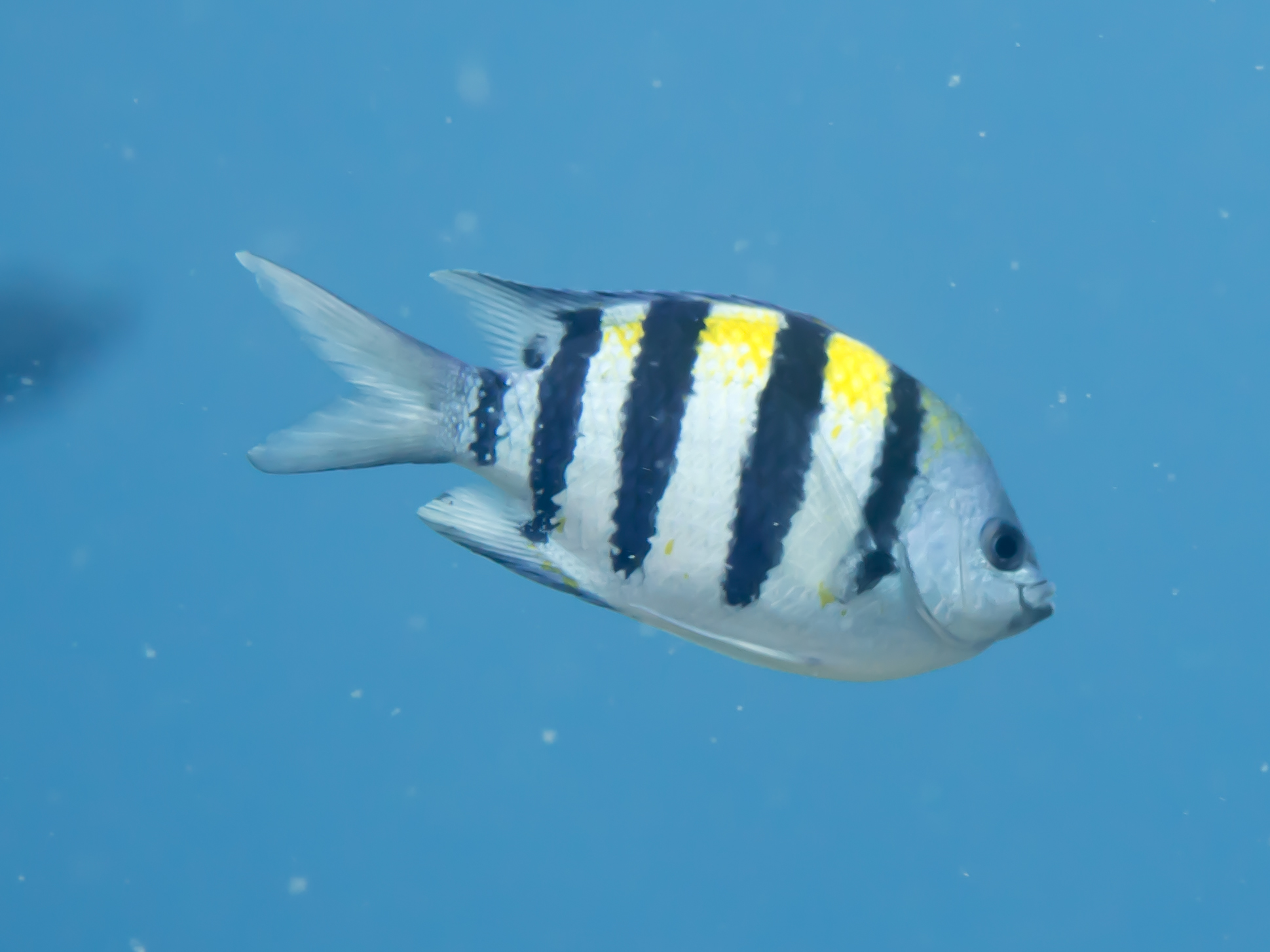
A. vaigiensis

Chúng sống xung quanh những rạn san hô viền bờ ở độ sâu đến ít nhất là 15 m; cá con thường được nhìn thấy trong các đám rong biển trôi dạt.
Thông qua kênh đào Suez, A. vaigiensis đã tiến ngược vào Địa Trung Hải và được ghi nhận tại Ý, bờ bắc Israel, Liban, Malta, Libya và Syria. Do A. vaigiensis và Abudefduf saxatilis giống nhau đến khó mà phân biệt qua kiểu hình, và cả hai đều xuất hiện ở Địa Trung Hải, nên Dragičević và các cộng sự đặt ra nghi vấn rằng có sự lẫn lộn về mặt phân loại học giữa hai loài này nếu chỉ dựa vào hình chụp. Điều này sẽ không ảnh hưởng đến những phân loại dựa vào bằng chứng phân tử sinh học, là những trường hợp mà A. vaigiensis được phát hiện ở Liban, Malta và Libya.

## Phân loại học
Abudefduf caudobimaculatus, một danh pháp đồng nghĩa của A. vaigiensis, đã được Wibowo và cộng sự công nhận là một loài hợp lệ dựa vào những khác biệt về kiểu hình như có thêm hai đốm trên gốc vây đuôi, hay dải đen gần đầu nhất mờ dần về phía gốc vây ngực.
Kết quả phân tích di truyền cho thấy, A. vaigiensis có khả năng là loài đa ngành, có ít nhất là 3 dòng riêng biệt sinh sống ở 3 khu vực: Ấn Độ Dương, vùng Tam giác San Hô và phần còn lại của Tây Thái Bình Dương; tuy nhiên, còn một dòng thứ tư ít được biết đến là từ đảo Giáng Sinh.

## Mô tả

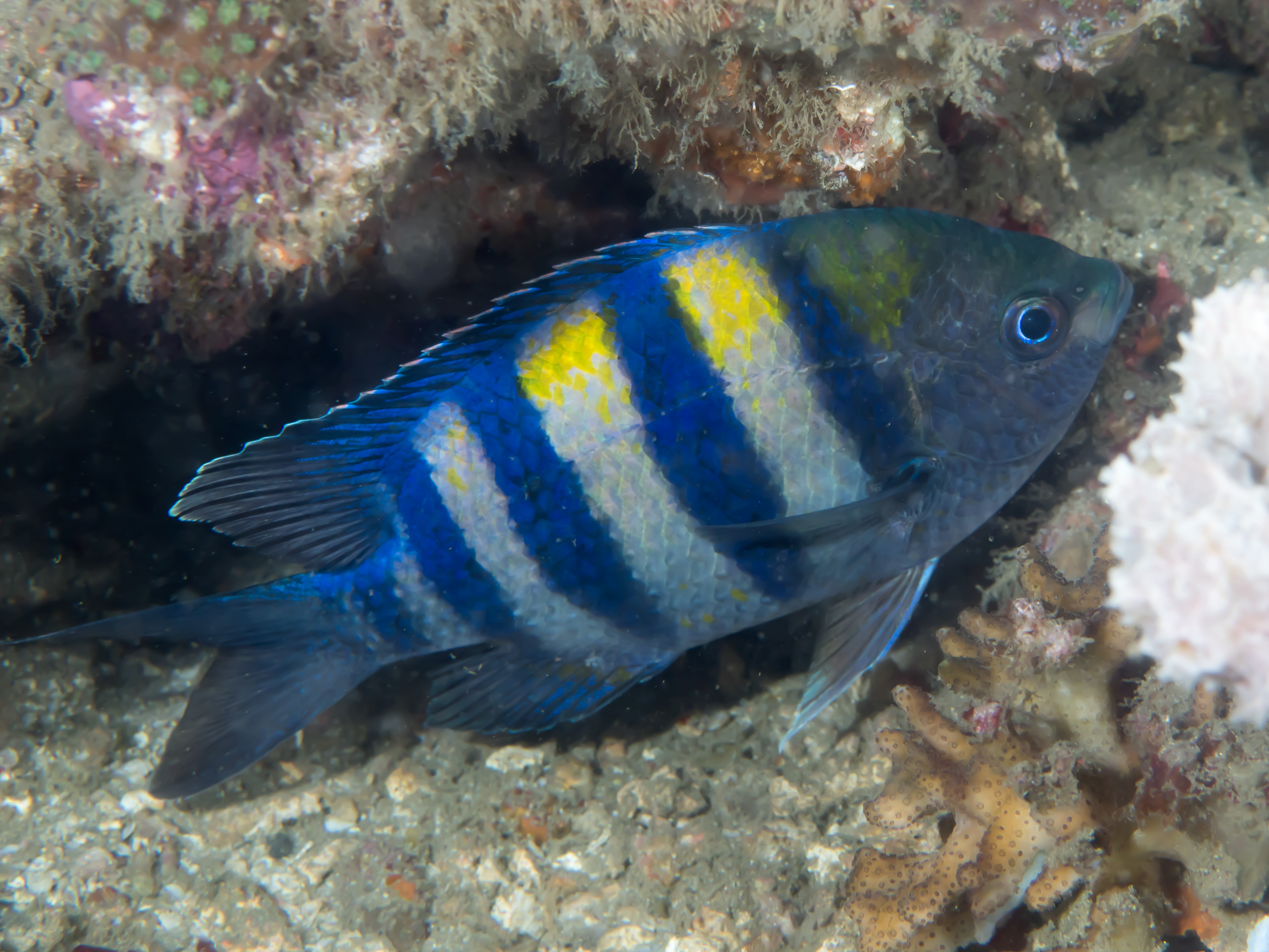
A. vaigiensis trở nên sẫm màu vào ban đêm

A. vaigiensis có chiều dài cơ thể tối đa được ghi nhận là 20 cm. A. vaigiensis trưởng thành có màu xanh lục lam ở thân trên, chuyển dần sang màu xám bạc dưới bụng. Hai bên thân có 5 dải sọc đen. Vệt màu vàng tươi đặc trưng thường xuất hiện ở đỉnh đầu và lưng. Vệt vàng sáng màu hơn trong quá trình A. vaigiensis thực hiện các màn tán tỉnh và làm tổ.
Số gai ở vây lưng: 13; Số tia vây ở vây lưng: 12–14; Số gai ở vây hậu môn: 2; Số tia vây ở vây hậu môn: 11–13; Số tia vây ở vây ngực: 16–20; Số lược mang: 23–33; Số vảy ống đường bên: 19–23.

## Sinh thái học
A. vaigiensis sống theo đàn và kiếm ăn ở tầng nước giữa. Thức ăn chủ yếu của chúng là động vật phù du, một số loài thủy sinh không xương sống nhỏ và tảo.
Những cá thể lai tạp giữa A. vaigiensis và Abudefduf abdominalis đã được nhìn thấy tại Hawaii. Nếu mức độ lai tạp vẫn tiếp diễn hoặc thậm chí là tăng cao, A. abdominalis có thể sẽ nhanh chóng bị tuyệt chủng.

## Thương mại
A. vaigiensis đôi khi được khai thác trong ngành thương mại cá cảnh và đánh bắt thủ công.